# Volta ao Algarve de 2011
A Volta ao Algarve de 2011 (37ª edição) foi uma competição de ciclismo de estrada decorrida de 16 a 20 de Fevereiro de 2011, na região do Algarve, Portugal.
O vencedor da competição foi o alemão Tony Martin, por equipas a HTC-Highroad, por pontos Tyler Farrar, na montanha Ricardo Mestre e nas metas volantes César Fonte.

## Equipas Participantes
| N.      | Equipa             |
| ------- | ------------------ |
| 1-8     | Saxo Bank-SunGard  |
| 11-18   | Astana             |
| 21-28   | Rabobank           |
| 31-38   | HTC-Highroad       |
| 41-48   | Garmin-Cervélo     |
| 51-58   | Omega Pharma-Lotto |
| 61-68   | Team RadioShack    |
| 71-78   | Team Sky           |
| 81-88   | Quick Step         |
| 91-98   | Ag2r-La Mondiale   |
| 101-108 | Vacansoleil-DCM    |

| N.      | Equipa               |
| ------- | -------------------- |
| 111-118 | Leopard Trek         |
| 121-128 | Cofidis              |
| 131-138 | Topsport Vlaanderen  |
| 141-148 | UnitedHealthcare     |
| 151-159 | Caja Rural           |
| 161-168 | CCC Polsat           |
| 171-180 | Tavira-Prio          |
| 181-188 | Barbot-Efapel        |
| 191-198 | Onda                 |
| 201-208 | LA Alumínios-Antarte |

## Classificação das Etapas
| #        | Data            | Percurso                  | km         | Vencedor da Etapa | Líder da Geral   |
| -------- | --------------- | ------------------------- | ---------- | ----------------- | ---------------- |
| 1ª Etapa | 16 de Fevereiro | Estádio Algarve-Albufeira | 157,5      | Philippe Gilbert  | Philippe Gilbert |
| 2ª Etapa | 17 de Fevereiro | Lagoa-Lagos               | 186,5      | John Degenkolb    | Philippe Gilbert |
| 3ª Etapa | 18 de Fevereiro | Tavira-Malhão             | 179,2      | Steven Cummings   | Steven Cummings  |
| 4ª Etapa | 19 de Fevereiro | Albufeira-Tavira          | 167,3      | André Greipel     | Steven Cummings  |
| 5ª Etapa | 20 de Fevereiro | Laguna-Portimão           | 17,2 (CRI) | Tony Martin       | Tony Martin      |

## 1ª etapa: Estádio do Algarve – Albufeira
Etapa na extensão de 157,5 km percorrida a uma média de 36,334 km/h.
|    | Ciclista         | Equipa            | Tempo      |
| -- | ---------------- | ----------------- | ---------- |
| 1  | Philippe Gilbert | Omega Pharma      | 4h 36' 36" |
| 2  | Gerald Ciolek    | Quick Step        | +5"        |
| 3  | Andre Greipel    | Omega Pharma      | +5"        |
| 4  | Tyler Farrar     | Garmin-Cervelo    | +5"        |
| 5  | Michael Matthews | Rabobank          | +5"        |
| 6  | Baden Cooke      | Saxo Bank-Sungard | +5"        |
| 7  | John Degenkolb   | Topsport          | +5"        |
| 8  | Andreas Kloden   | RadioShack        | +5"        |
| 9  | Tony Gallopin    | Cofidis           | +5"        |
| 10 | Wouter Pouels    | Vacansoleil       | +5"        |

|    | Ciclista         | Equipa            | Tempo      |
| -- | ---------------- | ----------------- | ---------- |
| 1  | Philippe Gilbert | Omega Pharma      | 4h 36' 26" |
| 2  | Gerald Ciolek    | Quick Step        | +9"        |
| 3  | Andre Greipel    | Omega Pharma      | +11"       |
| 4  | Tyler Farrar     | Garmin-Cervelo    | +15"       |
| 5  | Michael Matthews | Rabobank          | +15"       |
| 6  | Baden Cooke      | Saxo Bank-Sungard | +15"       |
| 7  | John Degenkolb   | Topsport          | +15"       |
| 8  | Andreas Kloden   | RadioShack        | +15"       |
| 9  | Tony Gallopin    | Cofidis           | +15"       |
| 10 | Wouter Pouels    | Vacansoleil       | +15"       |

## 2ª etapa: Lagoa – Lagos
Etapa na extensão de 186,5 km percorrida a uma média de 37,559 km/h.
|    | Ciclista          | Equipa            | Tempo      |
| -- | ----------------- | ----------------- | ---------- |
| 1  | John Degenkolb    | HTC-Highroad      | 4h 57' 56" |
| 2  | Tyler Farrar      | Garmin-Cervelo    | m.t.       |
| 3  | Michael Matthews  | Rabobank          | m.t.       |
| 4  | Baden Cooke       | Saxo Bank-Sungard | +1"        |
| 5  | Sebastien Hinault | AG2r              | +1"        |
| 6  | Philippe Gilbert  | Omega Pharma      | +1"        |
| 7  | Filipe Cardoso    | Barbot-Siper      | +1"        |
| 8  | Fabian Wegmann    | Leopard-Trek      | +1"        |
| 9  | Gerald Ciolek     | Quick-Step        | +1"        |
| 10 | Dmitry Fofonov    | Astana            | +1"        |

|    | Ciclista            | Equipa            | Tempo      |
| -- | ------------------- | ----------------- | ---------- |
| 1  | Philippe Gilbert    | Omega Pharma      | 9h 34' 23" |
| 2  | John Degenkolb      | HTC-Highroad      | +4"        |
| 3  | Tyler Farrar        | Garmin-Cervelo    | +8"        |
| 4  | Gerald Ciolek       | QuickStep         | +9"        |
| 5  | Michael Matthews    | Rabobank          | +10"       |
| 6  | Baden Cooke         | Saxo Bank-Sungard | +15"       |
| 7  | Filipe Cardoso      | Barbot-Siper      | +15"       |
| 8  | Fabian Wegmann      | Leopard-Trek      | +15"       |
| 9  | Jurgen Roelandts    | Omega Pharma      | +15"       |
| 10 | Sebastian Langeveld | Rabobank          | +15"       |

## 3ª etapa: Tavira – Alto do Malhão
Etapa na extensão de 179,2 km percorrida a uma média de 38,918 km/h.Etapa na extensão de 186,5 km percorrida a uma média de 37,559 km/h.
|    | Ciclista           | Equipa            | Tempo      |
| -- | ------------------ | ----------------- | ---------- |
| 1  | Stephen Cummings   | SKY               | 4h 56' 19" |
| 2  | Tejay Van Garderen | HTC-Highroad      | m.t.       |
| 3  | Alberto Contador   | Saxo Bank-Sungard | m.t.       |
| 4  | Rein Taaramae      | Cofidis           | m.t.       |
| 5  | Tony Martin        | HTC-Highroad      | m.t.       |
| 6  | Tiago Machado      | RadioShack        | m.t.       |
| 7  | Simon Gerrans      | SKY               | +16"       |
| 8  | Roman Kreuziger    | Astana            | +16"       |
| 9  | Andreas Klöden     | Radioshack        | +16"       |
| 10 | Ryder Hesjedal     | Garmin            | +16"       |

|    | Ciclista           | Equipa            | Tempo       |
| -- | ------------------ | ----------------- | ----------- |
| 1  | Stephen Cummings   | SKY               | 14h 30' 47" |
| 2  | Alberto Contador   | Saxo Bank-Sungard | +6"         |
| 3  | Tony Martin        | HTC-Highroad      | +10"        |
| 4  | Tejay Van Garderen | HTC-Highroad      | +12"        |
| 5  | Rein Taaramae      | Cofidis           | +18"        |
| 6  | Andreas Klöden     | Radioshack        | +26"        |
| 7  | Ryder Hesjedal     | Garmin            | +26"        |
| 8  | Simon Gerrans      | SKY               | +26"        |
| 9  | Wouter Poels       | Vacansoleil       | +30"        |
| 10 | Tiago Machado      | RadioShack        | +31"        |

## 4ª etapa: Albufeira – Tavira
Etapa na extensão de 167,3 km percorrida a uma média de 42,369 km/h.
|    | Ciclista         | Equipa             | Tempo      |
| -- | ---------------- | ------------------ | ---------- |
| 1  | Andre Greipel    | Omega Pharma       | 3h 56' 55" |
| 2  | Michael Matthews | Rabobank           | m.t.       |
| 3  | Antony Ravard    | AG2r               | m.t.       |
| 4  | Tyler Farrar     | Garmin             | m.t.       |
| 5  | Allan Davis      | Astana             | m.t.       |
| 6  | John Degenkolb   | HTC                | m.t.       |
| 7  | Gerald Ciolek    | Quick Step         | m.t.       |
| 8  | Boy Van Poppel   | United Health Care | m.t.       |
| 9  | Borut Bozic      | Vacansoleil        | m.t.       |
| 10 | Baden Cooke      | Saxo Bank          | m.t.       |

|    | Ciclista           | Equipa            | Tempo       |
| -- | ------------------ | ----------------- | ----------- |
| 1  | Stephen Cummings   | SKY               | 18h 27' 42" |
| 2  | Alberto Contador   | Saxo Bank-Sungard | +6"         |
| 3  | Tony Martin        | HTC-Highroad      | +10"        |
| 4  | Tejay Van Garderen | HTC-Highroad      | +12"        |
| 5  | Rein Taaramae      | Cofidis           | +18"        |
| 6  | Andreas Klöden     | RadioShack        | +26"        |
| 7  | Ryder Hesjedal     | Garmin-Cervélo    | +26"        |
| 8  | Simon Gerrans      | Team SKY          | +26"        |
| 9  | Wouter Pouels      | Vacansoleil       | +30"        |
| 10 | Tiago Machado      | RadioShack        | +31"        |

## 5ª etapa: Lagoa – Portimão
Etapa na extensão de 17,5 km percorrida a uma média de 49,417 km/h.
|    | Ciclista           | Equipa      | Tempo   |
| -- | ------------------ | ----------- | ------- |
| 1  | Tony Martin        | HTC         | 20' 53" |
| 2  | Lieuwe Westra      | Vacansoleil | 5"      |
| 3  | Tiago Machado      | Radioshack  | +26"    |
| 4  | Jesse Sergent      | Radioshack  | +27"    |
| 5  | Andreas Kloden     | Radioshack  | +30"    |
| 6  | Tejay Van Garderen | HTC         | +30"    |
| 7  | Luis Leon Sanchez  | Rabobank    | +30"    |
| 8  | Sebastien Rosseler | Radioshack  | 31"     |
| 9  | Thomas De Ghent    | Vacansoleil | +39"    |
| 10 | Sylvain Chavanel   | QuickStep   | +42"    |

|    | Ciclista           | Equipa      | Tempo       |
| -- | ------------------ | ----------- | ----------- |
| 1  | Tony Martin        | HTC         | 18h 48' 45" |
| 2  | Tejay Van Garderen | HTC         | +32"        |
| 3  | Lieuwe Westra      | Vacansoleil | +39"        |
| 4  | Alberto Contador   | Saxo Bank   | +41"        |
| 5  | Andreas Kloden     | Radioshack  | +46"        |
| 6  | Tiago Machado      | Radioshack  | +47"        |
| 7  | Stephen Cummings   | SKY         | +53"        |
| 8  | Rein Taaramae      | Cofidis     | +59"        |
| 9  | Luis Leon Sanchez  | Rabobank    | +1' 04"     |
| 10 | Thomas De Ghent    | Vacansoleil | +1' 05"     |

### Classificação Geral Final
|    | Ciclista           | País           | Equipa          |    | Tempo            |
| -- | ------------------ | -------------- | --------------- | -- | ---------------- |
| 1  | Tony Martin        | Alemanha       | HTC-Highroad    | em | 18 h 48 min 45 s |
| 2  | Tejay van Garderen | Estados Unidos | HTC-Highroad    | +  | 32 s             |
| 3  | Lieuwe Westra      | Países Baixos  | Vacansoleil-DCM |    | 39 s             |
| 4  | Andreas Klöden     | Alemanha       | RadioShack      |    | 46 s             |
| 5  | Tiago Machado      | Portugal       | RadioShack      |    | 47 s             |
| 6  | Steven Cummings    | Reino Unido    | Sky             |    | 53 s             |
| 7  | Rein Taaramäe      | Estónia        | Cofidis         |    | 59 s             |
| 8  | Luis León Sánchez‎  | Espanha        | Rabobank        |    | 1 min 04 s       |
| 9  | Thomas De Gendt    | Bélgica        | Vacansoleil-DCM |    | 1 min 05 s       |
| 10 | Simon Gerrans      | Austrália      | Sky             |    | 1 min 18 s       |

## Evolução das Classificações
| Etapa                 | Vencedor              | Classificação Geral · | Classificação Montanha · | Classificação Metas Volantes · | Classificação Pontos · | Classificação melhor Português · | Classificação Equipas |
| --------------------- | --------------------- | --------------------- | ------------------------ | ------------------------------ | ---------------------- | -------------------------------- | --------------------- |
| 1                     | Philippe Gilbert      | Philippe Gilbert      | Ricardo Mestre           | César Fonte                    | Philippe Gilbert       | Filipe Duarte                    | Omega Pharma-Lotto    |
| 2                     | John Degenkolb        | Philippe Gilbert      | Ricardo Mestre           | Thomas De Gendt                | Philippe Gilbert       | Filipe Cardoso                   | HTC-Highroad          |
| 3                     | Steven Cummings       | Steven Cummings       | Ricardo Mestre           | Thomas De Gendt                | Tyler Farrar           | Tiago Machado                    | HTC-Highroad          |
| 4                     | André Greipel         | Steven Cummings       | Ricardo Mestre           | César Fonte                    | Tyler Farrar           | Tiago Machado                    | HTC-Highroad          |
| 5                     | Tony Martin           | Tony Martin           | Ricardo Mestre           | César Fonte                    | Tyler Farrar           | Tiago Machado                    | HTC-Highroad          |
| Classificações finais | Classificações finais | Tony Martin           | Ricardo Mestre           | César Fonte                    | Tyler Farrar           | Tiago Machado                    | HTC-Highroad          |